# Bibrakreuz

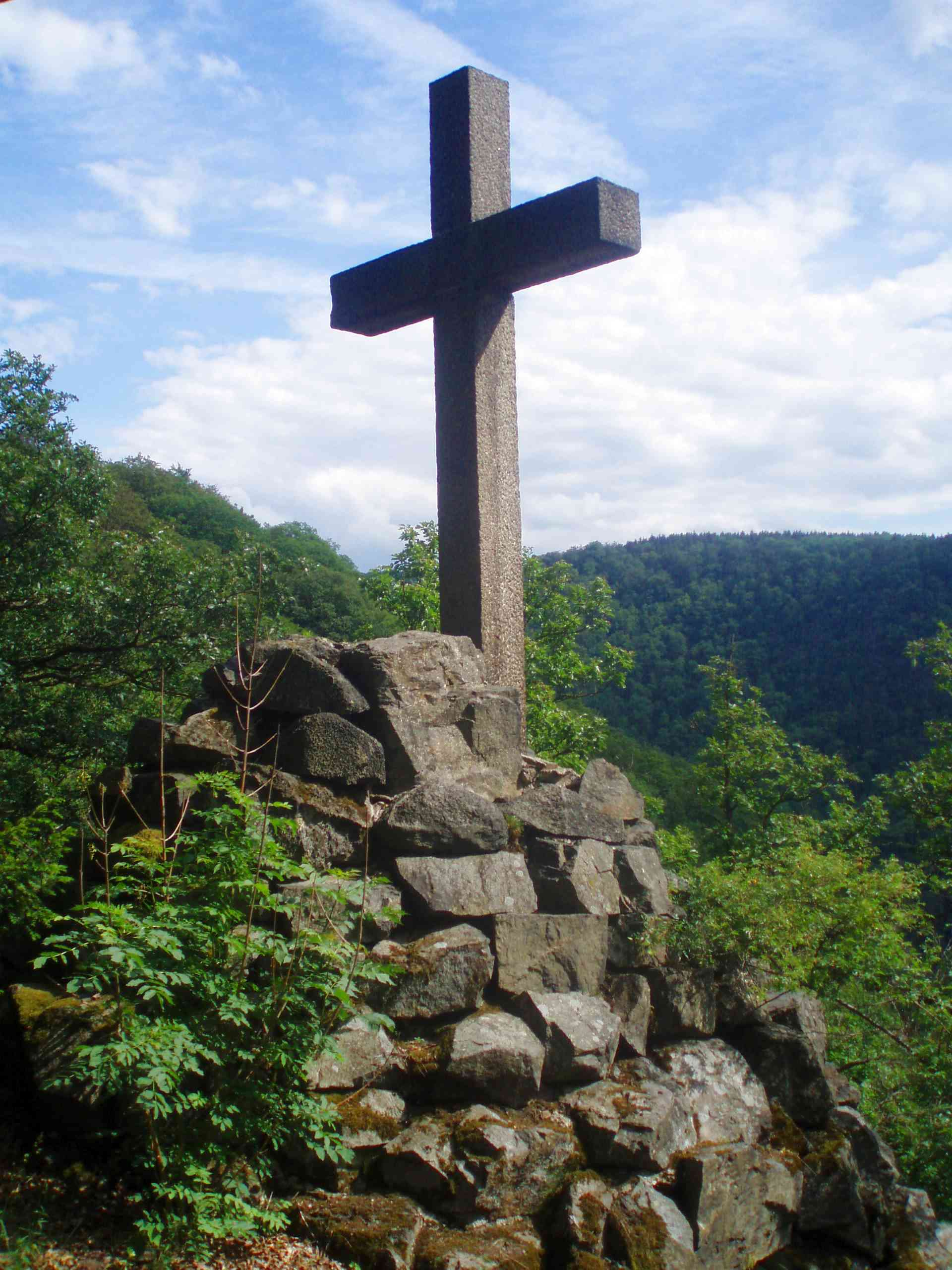
Bibrakreuz

Das Bibrakreuz im Harz ist ein Denkmal in Form eines Steinkreuzes zu Ehren des Freiherrn Helmuth von Bibra (1895–1914) im Bodetal nahe Thale im Landkreis Harz, Sachsen-Anhalt.

## Geographische Lage
Das Bibrakreuz befindet sich im Unterharz im Naturpark Harz/Sachsen-Anhalt. Es steht rund 3 km westlich von Thale oberhalb des Bodetales etwa 370 m (jeweils Luftlinie) südlich des Abzweigs der zur Roßtrappe führenden Stichstraße von den ineinanderübergehenden Kreisstraßen 1350 und 2365, die Thale im Nordosten und Treseburg im Südwesten miteinander verbinden. Vom auf etwa 355 m ü. NHN befindlichen Kreuz fällt die Landschaft nach Süden zur Bode hin ab, die unterhalb des Kreuzes auf rund 225 m Höhe liegt.

## Helmuth von Bibra
Helmuth von Bibra wurde am 1. September 1895 in Thale geboren und fiel im Ersten Weltkrieg im Alter von 19 Jahren am 10. Oktober 1914 in Nowo Alexandrija (heutiges Puławy, Woiwodschaft Lublin, Polen).

## Prinzensicht
Südlich des Bodetals, dem Bibrakreuz gegenüberliegend, befindet sich der Aussichtspunkt Prinzensicht (418 m), von dem der Blick nicht nur ins Bodetal, sondern auch hinüber zum Kreuz fällt.